# Powiatul Sztum
Powiat sztumski este o unitate administrativ-teritorială (powiat) din voievodatul Pomerania, în nordul Poloniei. Aceasta a fost înființat pe 1 ianuarie 1999, ca urmare a reformelor guvernamentale poloneze adoptate în 1998. Sediul administrativ este orașul Sztum, care se află la 56 km sud-est de capitala regională Gdańsk.
Powiatul se întinde pe o suprafață de 731 km².

## Demografie
La 1 ianuarie 2013 populația powiatului a fost de 42.658 locuitori.
Date referitoare la populație (31 iunie 2011):
|  | Total  | Total | Femei  | Femei | Bărbați | Bărbați                    |
|  | oameni | %     | oameni | %     | oameni  | % Format:Demografia/raport |

### Evoluție
Powiat sztumski - evoluția demografică

|  | Graficele sunt indisponibile din cauza unor probleme tehnice. Mai multe informații se găsesc la Phabricator și la wiki-ul MediaWiki. |

Date: Recensăminte sau birourile de statistică - grafică realizată de Wikipedia

## Comune

Comunele powiatului sztumski

Powiatul se înparte în 5 comune (gmina), dintre care 2 sunt rurbane, iar 3 rurale.
| Stemă | Comună                     | Tip     | Suprafață (km²) | Populație (2012) | Reședință           |
|       | Comuna Sztum               | rurbană | 181,06          | 18 735           | Sztum               |
|       | Comuna Dzierzgoń           | rurbană | 131,03          | 9 590            | Dzierzgoń           |
|       | Comuna Stary Targ          | rurală  | 141,35          | 6 429            | Stary Targ          |
|       | Comuna Stary Dzierzgoń     | rurală  | 185,7           | 4 164            | Stary Dzierzgoń     |
|       | Comuna Mikołajki Pomorskie | rurală  | 91,6            | 740              | Mikołajki Pomorskie |